# Felix Strackx
Felix Strackx, né le 4 février 1955 à Louvain est un homme politique belge flamand, membre du Vlaams Belang.
Il est licencié en sciences dentaires.

## Fonctions politiques
- conseiller communal à Tremelo (2007-)
- conseiller provincial du Brabant flamand (1995-1995)
- député au Parlement flamand:
  - du 13 juin 1995 au 24 mai 2014